# Ling Jun
Ling Jun (kitajsko 凌云; pinjin: Ling Yun), kitajski politik, * 29. junij 1917, Džiašing, Džedžjang, Kitajska, † 15. marec 2018, Peking, Ljudska republika Kitajska.
Bil je minister za državno varnost Ljudske republike Kitajske (1983–1985).